# Расторопово (Вологодская область)
Расторопово — деревня в Устюженском районе Вологодской области.
Входит в состав Никольского сельского поселения (с 1 января 2006 года по 9 апреля 2009 года была центром Дубровского сельского поселения), с точки зрения административно-территориального деления — центр Дубровского сельсовета.
Расстояние до районного центра Устюжны по автодороге — 40 км, до центра муниципального образования деревни Никола  по прямой — 5 км. Ближайшие населённые пункты — Гора, Дуброва, Крестцы.
Население по данным переписи 2002 года — 275 человек (119 мужчин, 156 женщин). Преобладающая национальность — русские (98 %).